# Pagig
Pagig es una localidad y antigua comuna suiza del cantón de los Grisones, situada en el distrito de Plessur, círculo de Schanfigg, comuna de Sankt Peter-Pagig. Limita al norte con las comunas de Trimmis y Furna, al este con la localidad de Sankt Peter, al sur con Molinis y Tschiertschen, y al occidente con Lüen y Castiel.
A partir del 1 de enero de 2008, la comuna de Pagig fue fusionada con la comuna de Sankt Peter para formar la nueva comuna de Sankt Peter-Pagig. Desde el 1 de enero de 2013 forma parte de la comuna de Arosa.
- Datos: Q669188
- Multimedia: Pagig / Q669188